# Pietro Blaserna
Pietro Blaserna (Fiumicello, 22 febbraio 1836 – Roma, 26 febbraio 1918) è stato un fisico e politico italiano.
Dopo aver compiuto gli studi nelle università di Vienna e Parigi, tornò in Italia nel 1862, per insegnare all'Istituto Superiore di Firenze. L'anno successivo, gli fu affidata la cattedra di fisica sperimentale all'Università di Palermo. Nel 1872, trasferitosi all'Università di Roma, vi fondò la Scuola Pratica di Fisica. Nel 1879, fu nominato presidente del Consiglio di meteorologia e geodinamica, carica che ricoprì fino al 1907.
Nominato senatore del Regno d'Italia nel 1890, dal 1906 fu vicepresidente del Senato. Dal 1904 fu presidente dell'Accademia dei Lincei. Blaserna effettuò molte ricerche e numerosi esperimenti in fisica sperimentale, in particolare sull'induzione, sull'indice di rifrazione, sul calore, sulla cinetica dei gas e in acustica.

## Biografia e carriera

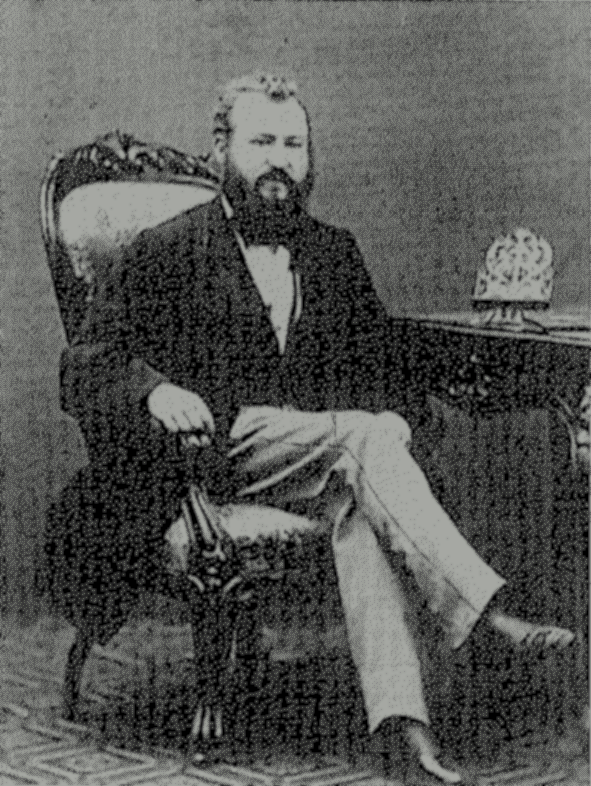
Il giovane Pietro Blaserna.

Nacque austriaco a Fiumicello nel 1836 da Matteo, ingegnere idraulico di Monfalcone, impegnato a dirigere i lavori di arginatura dell'Isonzo, e da Caterina Dietrich, tedesca. Ancora bambino si trasferì con i genitori a Gorizia, andando ad abitare allo Studeniz, l'odierna via Diaz, e dove compì gli studi liceali. Si laureò in fisica a Vienna, quasi ventunenne, nel 1856, con il massimo dei voti e lì cominciò la sua carriera di ricercatore, per un triennio, come assistente di Andreas von Ettingshausen, allora direttore dell'Istituto di Fisica di Vienna, occupandosi di elettromagnetismo, per approdare, poi, a Parigi come assistente di Henri-Victor Regnault, rivolgendosi alla teoria cinetica dei gas.
Con la nascita del Regno d'Italia, divenne cittadino italiano e fu chiamato nel 1862 – a soli 26 anni – a ricoprire la cattedra di fisica sperimentale prima all'Istituto di Studi Superiori di Firenze, poi, l'anno dopo, all'Università di Palermo. Dieci anni dopo, si trasferì, come titolare della cattedra di fisica sperimentale, all'Università di Roma, di cui, nel 1874, fu pure, per un triennio, rettore. Fu nominato, quindi, senatore del Regno d'Italia nel 1890, e vicepresidente del Senato dal 1906 fino alla morte, avvenuta a Roma nel 1918. Scapolo, Blaserna viveva con due cani San Bernardo che, dopo la sua scomparsa, furono adottati dall'Istituto di Fisica.
Gli interessi scientifici di Blaserna furono svariati, spaziando dalle proprietà dei gas reali allo studio della ionizzazione dell'aria, dalla termodinamica e l'ottica alla geofisica e l'elettrotecnica, dall'acustica alla "fisica musicale" (era pure un provetto suonatore di violino). La sua produzione scientifica ha interesse soprattutto per i contributi originali dati all'elettromagnetismo, che iniziarono già nel suo periodo di assistentato a Vienna subito dopo la laurea. Tuttavia, a partire dagli anni '80 in poi, ridusse progressivamente il suo impegno nella ricerca scientifica attiva per dare un altrettanto importante contributo all'organizzazione didattica, scientifica e politica della stessa; in questo, riuscì a importare il meglio dei modelli culturali dei paesi europei che aveva visitato.
Nella didattica, Blaserna rivoluzionò gli insegnamenti di matematica e fisica, che li riunì, nel 1874, nella Facoltà di Scienze Matematiche, Fisiche e Naturali, struttura, questa, che sarebbe durata per oltre un secolo prima di essere riformata. Fu preside della Facoltà di Scienze dal 1885 al 1891. Sui modelli istituzionali tedesco e francese, introdusse la "Scuola Pratica di Fisica" (ovvero, i vari corsi di laboratorio fisico) destinata agli studenti del primo biennio della Facoltà di Scienze: questi potevano così, per la prima volta, “toccare con mano” gli strumenti, nonché condurre esperimenti. Oltre che socio di alcune istituzioni ed accademie scientifiche straniere, nel 1873 divenne socio della R. Accademia dei Lincei, della quale fu vicepresidente dal 1900 al 1904, quindi presidente fino al 1916.
Anche in quest'ultima istituzione, la sua opera organizzatrice si rivelò preziosa. Dopo lo spostamento nella sede di Palazzo Corsini, sistemò infatti i locali, la biblioteca e le pubblicazioni: in particolare, volle che i Rendiconti Lincei assumessero una puntuale periodicità quindicinale così da diffondere anche all'estero i lavori italiani nelle scienze matematiche, fisiche e naturali. Coordinò il volume pubblicato dall'Accademia per conto del Senato al fine di celebrare i 50 anni dell'Università d'Italia, riassumendo i contributi scientifici, tecnici e culturali del paese, e le prospettive di sviluppo.
Fondò, quindi, la Società Italiana di Fisica, di cui fu il primo presidente, e l'Istituto per la Meteorologia e la Geodinamica, uno dei nuclei germinali del futuro Istituto Nazionale di Geofisica. In questo istituto, collocò fra l'altro uno dei suoi tanti allievi, Domenico Pacini, scopritore dei raggi cosmici nel 1911, anche se parte del merito della scoperta fu pure di Blaserna, che aveva portato, da Vienna a Roma, le relative tecniche di misurazione. Blaserna fu anche tra i fondatori del Club Alpino Italiano, nonché presiedette un congresso internazionale dei matematici tenutosi a Roma nel 1908. Inoltre, motivato da problematiche formali inerenti questioni di fisica sperimentale, diede alcuni contributi originali alla teoria delle funzioni speciali.
Nella sua passione per la musica, buon violinista egli stesso, scrisse, nel 1875, un trattato di fisica musicale, poi tradotto in francese e in inglese, nonché si occupò anche, presente assieme ad Arrigo Boito nella Conferenza internazionale di Vienna del 1885 in rappresentanza dell'Italia, della standardizzazione della nota La3, usata per l'accordatura degli strumenti e delle voci, la cui frequenza venne fissata a 435 Hz e che determina le caratteristiche del diapason standard ("corista normale"), quindi creò l'"Istituto centrale del corista normale", interno all'Istituto di Fisica di Roma.
Infine, un altro cruciale contributo per cui Blaserna viene ricordato nella storia della scienza, fu la fondazione, all'interno dell'Istituto di Fisica, del "Laboratorio fisico" di via Panisperna, che avrebbe poi ospitato il famoso gruppo dei “ragazzi di via Panisperna” (Fermi, Amaldi, D'Agostino, Majorana, Pontecorvo, Rasetti, Segrè) il cui lavoro porterà, tra le tante altre, alla scoperta della fissione nucleare artificiale. Ad ogni modo, Blaserna è soprattutto ricordato per essere stato uno dei fondatori dell'Istituto di Fisica dell'Università di Roma, nell'intenzione più ampia di dare, al nuovo Regno d'Italia, le necessarie istituzioni per poter competere con le altre nazioni europee. Qui, dunque, creò una valida scuola di fisica in cui si formarono numerosi allievi ed assistenti, poi futuri docenti e scienziati in varie sedi universitarie italiane, fra i quali Damiano Macaluso, Orso Mario Corbino, Giovan Pietro Grimaldi, Quirino Majorana, Alfredo Pochettino, Laureto Tieri, Michele Cantone.

## Alcuni lavori
- Über elektrische entladung und induction, Wien, 1859.
- Sullo sviluppo e la durata delle correnti d'induzione e delle extracorrenti, Palermo, 1870.
- Sullo spostamento delle linee dello spettro, Palermo, 1870.
- Sulla polarizzazione della corona solare, Palermo, 1870.
- Sul modo di dirigere i palloni aerostatici, Torino, 1872.
- Sopra una nuova trascendente in relazione colle funzioni Γ e Z, Roma, 1895.
- Sul problema ottico degli anfiteatri, Roma, 1895.
- Sopra un gruppo di nuove trascendenti, Roma, 1916.[5]

## Opere principali
- Breve compendio di fisica sperimentale, Roma, 1872.
- La teoria dinamica del calore, Palermo, 1872.
- Teoria del suono nei suoi rapporti con la musica, Milano, 1875.
- Lezioni sulla teoria cinetica dei gas, Roma, 1882.
- Lezioni di fisica sperimentale, Roma, 1888 (con successive edizioni).